# Ultraman
Ultraman (ウルトラマン - Urutoraman) é uma série japonesa de tokusatsu que estreou em 1966. Foi o segundo seriado de TV exibido em cores na televisão japonesa. O sucesso de Ultraman foi tão grande que gerou uma franquia de séries e filmes que dura até hoje.
É um acompanhamento de Ultra Q, embora não seja tecnicamente uma sequência ou spin-off. Tsuburaya Productions fez 39 episódios (40, incluindo o especial pré-estreia) que foram ao ar no Tokyo Broadcasting System (TBS) de 17 de julho de 1966 a 9 de abril de 1967. Sua estreia superou a classificação média estabelecida por Ultra Q e continuava subindo a cada semana, marcando a série como um sucesso.
Uma série de mangá com o mesmo nome, que serve de sequência à série televisiva, começou a ser publicada em outubro de 2011 e recebeu uma adaptação para anime a partir de abril de 2019. O mangá foi lançado no Brasil em 2015 pela Editora JBC.
Em maio de 2022, a Toho lançou Shin Ultraman, uma reimaginação da série dirigida por Shinji Higuchi.

## Sinopse

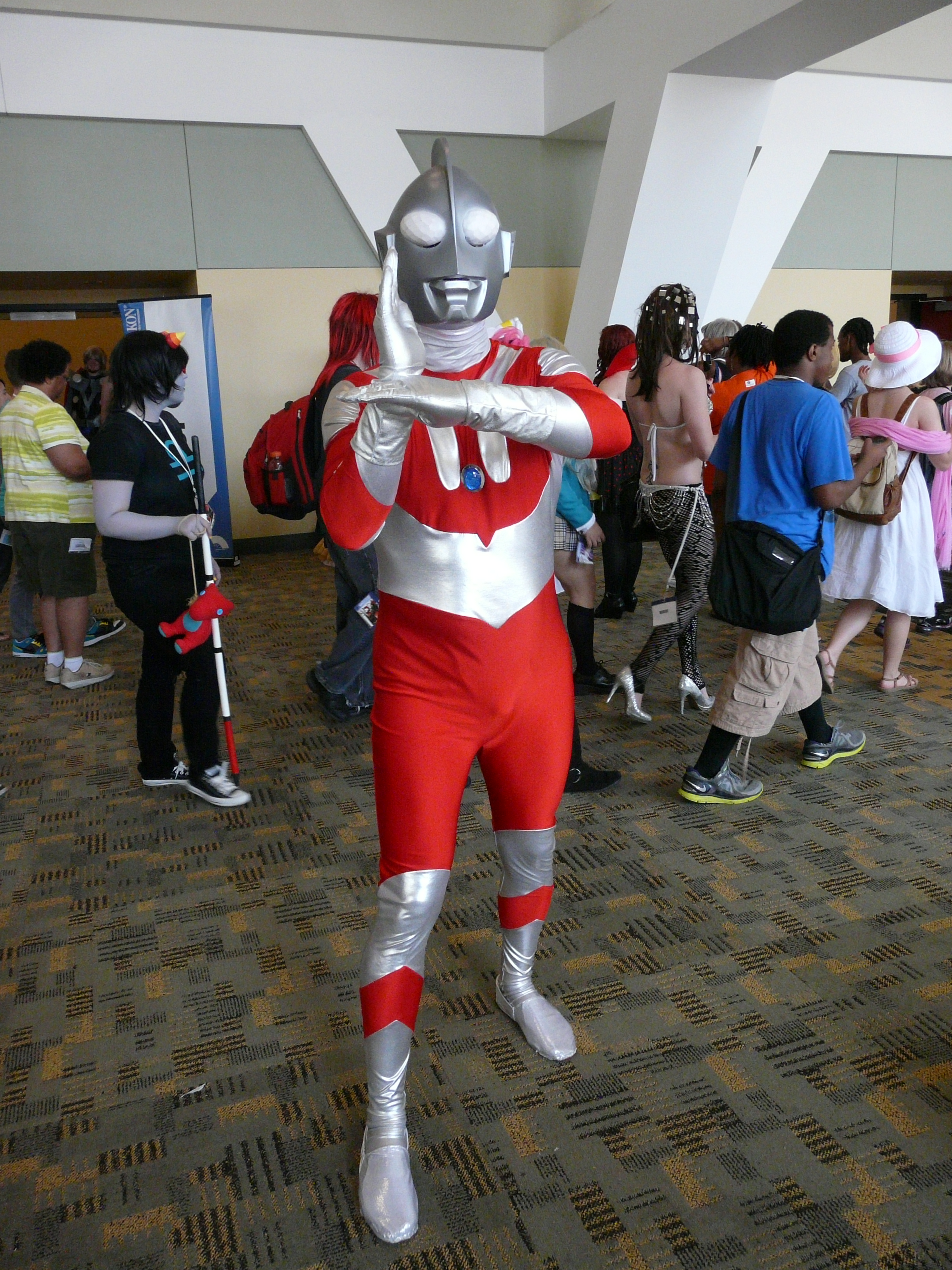
Cosplayer vestido como Ultraman.

A Science Special Search Party (SSSP), também conhecida como Patrulha Científica, é uma equipe responsável pela investigação de mistérios e fenómenos inexplicáveis em todo o mundo. Mas a tecnologia humana nem sempre consegue fazer frente a todos os perigos, especialmente monstros gigantes e alienígenas vilões vindos do outro lado das estrelas.
Quando as coisas se complicam, eles têm de confiar no Ultraman: um ser de outro mundo que escolheu um hospedeiro humano, Shin Hayata, membro da Patrulha Científica, para melhor proteger os inocentes. Com os riscos no auge e a sua relação mantida em segredo de todos, exceto de alguns poucos, tanto o homem como o Ultraman têm de aprender a trabalhar um com o outro se quiserem salvar o planeta das forças do mal que se aproximam.

## Elenco
- Susumu Kurobe como Shin Hayata/Ultraman: O membro da Patrulha Científica que se transforma em Ultraman com a Cápsula Beta. Bin Furuya atua como Ultraman na roupa. [5] Na primeira dublagem brasileira feita pelo estúdio Cinecastro, o personagem é chamado de "Ayata".
- Akiji Kobayashi como Capitão Toshio Muramatsu: Líder da Patrulha Científica. Na versão japonesa, é por vezes referido como “Cap”. O seu nome é abreviado para “Capitão Mura” na primeira dublagem feita pela Cinecastro.
- Sandayū Dokumamushi como Daisuke Arashi: O atirador especialista da Patrulha Científica.
- Masanari Nihei como Mitsuhiro Ide: O cómico inventor da Patrulha Científica. Susumu Ishikawa foi originalmente escolhido para o papel. Ishikawa filmou algumas cenas, mas abandonou abruptamente a produção devido a disputas contratuais.[6] A dublagem brasileira da Cinecastro renomeou o personagem como “Ito".
- Hiroko Sakurai como Akiko Fuji: A oficial de comunicações da Patrulha Científica.
- Akihide Tsuzawa como Isamu Hoshino: O mascote não oficial da Patrulha Científica. Na dublagem em inglês, é identificado como o irmão mais novo de Fuji.
- Akihiko Hirata como Dr. Iwamoto: O conselheiro científico da Patrulha Científica.

## Utensílios
S.I.A.
- V-Tol 1: é usado em quase todos os episódios, é o principal meio de transporte da S.I.A.
- V-Tol 2: é usado em alguns episódios, na maioria das vezes é comandado por Hayata. É menor que o betól original e possui menos armas do que ele.

Além desses dois, há diversas aeronaves que aparecem comandadas pela S.I.A.
- Submarino: a S.I.A. tem um submarino próprio quando a missão é em algum lago ou no oceano.
- Pistolas: são usadas por todos os membros da S.I.A. contra algum monstro ou outra criatura.
- Spyder: é a principal arma de Arashi, pode disparar tanto laser quanto fogo. É mais poderosa do que as pistolas comuns.
- Granadas: pouco usadas, têm força para derrubar um monstro, dependendo do caso e do monstro.
- Comunicadores: têm o símbolo da S.I.A. e servem de walk-talks.
- Spark 8: arma mais poderosa da S.I.A., inventada por Ide. Foi a arma usada para vencer Drako e Gelonimon.

O carro utilizado pela S.I.A. era um Corvair 700, de 1961.

## Estatísticas de Ultraman
Altura: 40 metros

Peso: 30.000 toneladas

Idade: 20.000 anos

Velocidade de voo: Mach 5

Velocidade de corrida: 450 km/h

Velocidade de nado: 370 km/h

Salto em distância: 800 metros

Planeta natal: Terra da Luz, Nebulosa M-78, 2.000.000 anos-luz da Terra

Item de transformação: cápsula Beta

Hospedeiro: Shin Hayata

Armas mortais: Raio Spectral
São poucos os utensílios de Ultraman:
- Capsula Beta: a capsula que permite a transformação de Hayata a Ultraman.
- Timer Colorido: é o marcador de energia de Ultraman, quando seu tempo começa a se esgotar, ele começa a piscar e, se parar de piscar, Ultraman morre. Para não morrer, Ultraman sempre tem que voar para carregar suas energias por meio do Sol. Com isso, Ultraman ganha mais um minuto para enfrentar seu adversário.

## Os poderes de Ultraman
Ultraman possui uma variedade de poderes, entre eles:
- Spacium Ray: O ataque finalizador de Ultraman, Ultraman coloca seus braços em um sinal de mais "+", com seu braço direito vertical e o esquerdo horizontal, ele pode disparar um poderoso raio de sua mão direita vertical que pode destruir monstros com um golpe. É disparado quando o Ultraman utiliza a energia Spacium negativa em seu braço direito e a energia Spacium positiva no braço esquerdo, que interagem entre si para disparar o feixe. Ele libera um calor de 500.000 graus Celsius (900.032 graus Fahrenheit) e tem um poder destrutivo de 500.000 cavalos.
- Lâmina: Ultraman pode formar um disco de energia semelhante a uma serra circular em sua mão e jogá-lo nos inimigos, cortando monstros com facilidade. Também pode se separar em duas serras no ar ou pode disparar duas de uma vez. Em qualquer forma que ele os disparar, eles podem atingir um inimigo.
- Raio de Ataque-Ultra: Um raio de energia em espiral disparado de suas mãos. Toda a energia de seu corpo gira em torno de seu braço direito e sai de seu punho fechado na forma de uma onda de anéis de energia verde. Depois de acertar o inimigo, Ultraman cruza os braços e fecha os punhos, então o inimigo explode.
- Rajada: O Ultraman pode disparar uma série de rajadas em forma de flecha de sua mão quando ele coloca a outra mão acima dela. Também pode ter efeitos explosivos.
- Anéis: Ultraman pode girar tão rápido que cria anéis de energia, usados para capturar / enredar inimigos.
- Ultra Corrente de Água: Ultraman pode lançar um jato de água de sua mão direita quando ele coloca a outra mão acima dela. Isso pode ser usado como um método para apagar incêndios ou como um ataque.
- Raio de fluoroscopia: O Ultraman pode emitir um feixe de luz de seus olhos que tornará objetos invisíveis ou monstros visíveis.
- Ultra Discernimento: Os feixes dos olhos do Ultraman que são usados para remover barreiras de energia da maioria dos inimigos. Usado em Alien Baltan II.
- Ultra-Separação: Ultraman pode criar duplicatas exata de si mesmo. Cada um pode lutar por conta própria, mesmo em longas distâncias, e todos têm os mesmos poderes do original. Poder usado no filme Revive! Ultraman.

## Kaijus e Alienígenas notórios da série
- Bemlar;
- Alien Baltan;
- Red King;
- Alien Zarab;
- Gomora;
- Alien Mefilas;
- Geronimon;
- Alien Zetton;
- Zetton

## Episódios
Abaixo segue uma lista de episódios de Ultraman.
| N.º | Título                                                                                                 | Dirigido por      | Escrito por                      | Exibição original       |
| --- | --- | ----------------- | -------------------------------- | ----------------------- |
| 1   | "O Invasor da Galáxia" Transliteração: "Urutora Sakusen Dai Ichigō" (em japonês: ウルトラ作戦第一号)   | Hajime Tsuburaya  | Tetsuo Kinjo & Shinichi Sekizawa | 17 de julho de 1966     |
| 2   | "O Ataque de Baltans" Transliteração: "Shinryakusha o Ute" (em japonês: 侵略者を撃て)                  | Toshihiro Iijima  | Kitao Senzoku                    | 24 de julho de 1966     |
| 3   | "O Monstro Invisível" Transliteração: "Katokutai Shutugeki seyo" (em japonês: 科特隊出撃せよ)          | Toshihiro Iijima  | Masahiro Yamada                  | 31 de julho de 1966     |
| 4   | "Fúria sobre o Mar" Transliteração: "Dai Bakuhatsu Gobyō Mae" (em japonês: 大爆発五秒前)               | Samaji Nonagase   | Ryu Minamikawa                   | 7 de agosto de 1966     |
| 5   | "O Monstro Verde" Transliteração: "Miroganda no Himitsu" (em japonês: ミロガンダの秘密)                | Toshihiro Iijima  | Keisuke Fujikawa                 | 14 de agosto de 1966    |
| 6   | "Cacau Beans" Transliteração: "Engan Keibi Meirei" (em japonês: 沿岸警備命令)                          | Samaji Nonagase   | Masahiro Yamada                  | 21 de agosto de 1966    |
| 7   | "A Pedra Azul" Transliteração: "Barāji no Aoi Ishi" (em japonês: バラージの青い石)                     | Samaji Nonagase   | Tetsuo Kinjo & Ryu Minamikawa    | 28 de agosto de 1966    |
| 8   | "A Terra dos Monstros" Transliteração: "Kaijū Muhō Chitai" (em japonês: 怪獣無法地帯)                  | Hajime Tsuburaya  | Tetsuo Kinjo & Shōzō Uehara      | 4 de setembro de 1966   |
| 9   | "O Comedor de Urânio" Transliteração: "Denkōsekka Sakusen" (em japonês: 電光石火作戦)                  | Samaji Nonagase   | Masahiro Yamada                  | 11 de setembro de 1966  |
| 10  | "O Cientista Sinistro" Transliteração: "Nazo no Kyōryū Kichi" (em japonês: 謎の恐竜基地)               | Kazuho Mitsuta    | Tetsuo Kinjo                     | 18 de setembro de 1966  |
| 11  | "O Meteorito Misterioso" Transliteração: "Uchū kara Kita Abarenbō" (em japonês: 宇宙から来た暴れん坊)  | Kazuho Mitsuta    | Tatsuo Miyata                    | 25 de setembro de 1966  |
| 12  | "A Múmia está Chamando" Transliteração: "Miira no Sakebi" (em japonês: ミイラの叫び)                   | Hajime Tsuburaya  | Keisuke Fujikawa                 | 2 de outubro de 1966    |
| 13  | "O Sugador de Petróleo" Transliteração: "Oiru Esu Ō Esu" (em japonês: オイルSOS)                       | Hajime Tsuburaya  | Tetsuo Kinjo                     | 9 de outubro de 1966    |
| 14  | "Operação Pérola" Transliteração: "Shinjugai Bōei Shirei" (em japonês: 真珠貝防衛指令)                 | Akio Jissoji      | Mamoru Sasaki                    | 16 de outubro de 1966   |
| 15  | "Os Terríveis Raios Cósmicos" Transliteração: "Kyōfu no Uchūsen" (em japonês: 恐怖の宇宙線)            | Akio Jissoji      | Mamoru Sasaki                    | 23 de outubro de 1966   |
| 16  | "SIA no Espaço" Transliteração: "Katokutai Uchū e" (em japonês: 科特隊宇宙へ)                          | Toshihiro Iijima  | Kitao Senzoku                    | 30 de outubro de 1966   |
| 17  | "Passaporte para o Infinito" Transliteração: "Mugen e no Pasupōto" (em japonês: 無限へのパスポート)    | Toshihiro Iijima  | Keisuke Fujikawa                 | 6 de novembro de 1966   |
| 18  | "Irmãos do Espaço" Transliteração: "Yūsei kara Kita Kyōdai" (em japonês: 遊星から来た兄弟)             | Samaji Nonagase   | Ryu Minamikawa & Tetsuo Kinjo    | 13 de novembro de 1966  |
| 19  | "A Ressurreição do Demônio" Transliteração: "Akuma wa Futatabi" (em japonês: 悪魔はふたたび)           | Samaji Nonagase   | Masahiro Yamada & Ryu Minamikawa | 20 de novembro de 1966  |
| 20  | "Estrada 87" Transliteração: "Kyōfu no Rūto Hachijūnana" (em japonês: 恐怖のルート87)                  | Yuzo Higuchi      | Tetsuo Kinjo                     | 27 de novembro de 1966  |
| 21  | "A Fumaça Misteriosa" Transliteração: "Fun'en Toppa seyo" (em japonês: 噴煙突破せよ)                   | Yuzo Higuchi      | Taro Kaido                       | 4 de dezembro de 1966   |
| 22  | "A Destruição da Terra" Transliteração: "Chijō Hakai Kōsaku" (em japonês: 地上破壊工作)                | Akio Jissoji      | Mamoru Sasaki                    | 11 de dezembro de 1966  |
| 23  | "A Terra Natal" Transliteração: "Kokyō wa Chikyū" (em japonês: 故郷は地球)                             | Akio Jissoji      | Mamoru Sasaki                    | 18 de dezembro de 1966  |
| 24  | "A Base Científica Submarina" Transliteração: "Kaitei Kagaku Kichi" (em japonês: 海底科学基地)         | Toshihiro Iijima  | Keisuke Fujikawa                 | 25 de dezembro de 1966  |
| 25  | "O Misterioso Cometa Twifon" Transliteração: "Kai Susei Tsuifon" (em japonês: 怪彗星ツイフォン)        | Toshihiro Iijima  | Bunzo Wakatsuki                  | 1 de janeiro de 1967    |
| 26  | "O Príncipe dos Monstros: Parte 1" Transliteração: "Kaijū Denka Zenpen" (em japonês: 怪獣殿下 前篇)    | Hajime Tsuburaya  | Tetsuo Kinjo & Bunzo Wakatsuki   | 8 de janeiro de 1967    |
| 27  | "O Príncipe dos Monstros: Parte 2" Transliteração: "Kaijū Denka Kōhen" (em japonês: 怪獣殿下 後篇)     | Hajime Tsuburaya  | Tetsuo Kinjo & Bunzo Wakatsuki   | 15 de janeiro de 1967   |
| 28  | "Espécime Humana 5.6" Transliteração: "Ningen Hyōhon Go Roku" (em japonês: 人間標本5・6)               | Samaji Nonagase   | Masahiro Yamada                  | 22 de janeiro de 1967   |
| 29  | "Desafio Vindo do Fundo da Terra" Transliteração: "Chitei e no Chōsen" (em japonês: 地底への挑戦)      | Samaji Nonagase   | Tetsuo Kinjo & Ryu Minamikawa    | 29 de janeiro de 1967   |
| 30  | "O Fantasma da Montanha da Neve" Transliteração: "Maboroshi no Yukiyama" (em japonês: まぼろしの雪山)  | Yuzo Higuchi      | Tetsuo Kinjo                     | 5 de fevereiro de 1967  |
| 31  | "Quem foi Transferido?" Transliteração: "Kita no wa Dare da" (em japonês: 来たのは誰だ)                | Yuzo Higuchi      | Taro Kaido                       | 12 de fevereiro de 1967 |
| 32  | "Contra-Ataque Sem Fim" Transliteração: "Hateshinaki Gyakushū" (em japonês: 果てしなき逆襲)            | Toshitsugu Suzuki | Keisuke Fujikawa                 | 19 de fevereiro de 1967 |
| 33  | "As Palavras Proibidas" Transliteração: "Kinjirareta Kotoba" (em japonês: 禁じられた言葉)              | Toshitsugu Suzuki | Tetsuo Kinjo                     | 26 de fevereiro de 1967 |
| 34  | "Um Presente do Céu" Transliteração: "Sora no Okurimono" (em japonês: 空の贈り物)                      | Akio Jissoji      | Mamoru Sasaki                    | 5 de março de 1967      |
| 35  | "O Cemitério dos Monstros" Transliteração: "Kaijū Hakaba" (em japonês: 怪獣墓場)                       | Akio Jissoji      | Mamoru Sasaki                    | 12 de março de 1967     |
| 36  | "Arashi, Não Atire!" Transliteração: "Utsuna! Arashi" (em japonês: 射つな! アラシ)                     | Kazuho Mitsuta    | Masahiro Yamada                  | 19 de março de 1967     |
| 37  | "O Pequeno Herói" Transliteração: "Chiisana Eiyū" (em japonês: 小さな英雄)                             | Kazuho Mitsuta    | Tetsuo Kinjo                     | 26 de março de 1967     |
| 38  | "Ordem para Resgatar a Espaçonave" Transliteração: "Uchūsen Kyūjo Meirei" (em japonês: 宇宙船救助命令) | Hajime Tsuburaya  | Shōzō Uehara                     | 2 de abril de 1967      |
| 39  | "Adeus Ultraman!!!" Transliteração: "Saraba Urutoraman" (em japonês: さらばウルトラマン)               | Hajime Tsuburaya  | Tetsuo Kinjo                     | 9 de abril de 1967      |

- The Birth of Ultraman (ウルトラマン 誕生, Urutoraman Tanjō), é um espetáculo de palco ao vivo, especial de pré-estreia, destinado a apresentar o Ultraman ao público antes do episódio de estreia, realizado no dia 10 de Julho de 1966. Foi também produzido para dar tempo aos realizadores para completar o episódio de estreia.[6]
- Ultraman: Monster Movie Feature (長篇怪獣映画 ウルトラマン, Chōhen Kaijū Eiga Urutoraman) é um filme teatral dirigido por Hajime Tsuburaya, consistindo de filmagens reeditadas dos episódios 1, 8, 26 e 27. Foi lançado pela Toho Co., Ltd. em 22 de julho de 1967, como uma sessão dupla com o filme A Fuga de King Kong.[8][9]
- Revive! Ultraman (甦れ!ウルトラマン, Yomigaere! Urutoraman) uma curta-metragem realizada por Masahiro Tsuburaya, e lançada em março de 1996.[10]

## No Brasil
No Brasil, estreou no dia 8 de Março de 1968 na TV Tupi de Recife, e desde então foi televisionada nos anos 70, 80, 1996 e 2001 pelas emissoras: TV Tupi, TV Record, TVS (atual SBT),TV Corcovado, Rede Bandeirantes, Rede Manchete, CNT e Rede Brasil de televisão. Na Tupi, foi exibida durante anos dentro do programa Clube do Capitão Aza, sendo uma das principais atrações. Em 1971, foi lançada a série O Regresso de Ultraman, que contava a história de Ultraman Jack e de seu alter-ego Hideki Go.
Foi por causa dessa época que o público brasileiro começou a confundir essa série com a do primeiro Ultraman. Ela alternava horário com o Ultraman de Hideki Goh, fazendo confusão, entre os telespectadores, com o de Hayata, dando a entender que se tratava do mesmo herói, o que não era verdade.
Com o fechamento da Tupi, em 1980, a série voltou a ser exibida pela TVS e repetiu o sucesso. Por fim, sua última exibição data de 1986, sendo uma das atrações do programa de jogos eletrônicos TV Powww!, exibido nessa emissora e apresentado por Mara Maravilha e Charles Myara, entre outros. 
Em 1996, com uma nova dublagem feita pela BKS, a série é lançada em Home Video (em parte, pois só foram lançadas doze fitas) pela RESERVA/Intermovies. Nesse mesmo ano, foi reprisada pela Rede Manchete com a nova dublagem, mas exibida por pouco tempo. Depois, em 2001, passou a ser exibida na CNT. Em 2014 novamente é exibida pela Ulbra TV de Porto Alegre e pela Rede Brasil de televisão, de São Paulo,. 
Em dezembro de 2020, a Loading anunciou que Ultraman e mais 10 séries seriam dubladas e passariam na emissora, porém tempos depois o canal encerrou toda a sua programação.

## Lançamento em vídeo

### Japão
Em Abril de 2013, a Tsuburaya organizou uma conferência de imprensa para anunciar o novo programa e personagem da série Ultra, Ultraman Ginga, onde também anunciou que o programa original de 1966 iria receber um tratamento de remasterização em HD no Japão. Em julho de 2013, a Bandai Visual lançou uma transferência em HD de Ultraman em Blu-ray, intitulada Ultraman HD Remaster 2.0, para comemorar o 50º aniversário da Tsuburaya Productions. A Bandai Visual lançou a série em três caixas separadas, cada uma contendo 13 episódios. A primeira box set foi lançada a 10 de julho de 2013, a segunda a 25 de outubro de 2013 e a última a 29 de janeiro de 2014.
Em 25 de novembro de 2020, a Tsuburaya Productions e a Pony Canyon lançaram uma remasterização em HD 3.0 da série em Blu-ray, intitulada Ultraman 55th Anniversary Ultraman Archives: Ultraman MovieNEX, adequado para televisores de ecrã grande. A tecnologia composta EXA Quality Advanced Service (EQAS) foi utilizada para processar a série, a fim de remover o excesso de ruído de imagem, mantendo um nível adequado de granulação.

### Brasil
A série Ultraman teve seu primeiro lançamento em home vídeo no Brasil em 1995, por meio da distribuidora RESERVA/Intermovies. Essa edição contou com uma nova dublagem realizada pelo estúdio BKS e foi distribuída pela Sato Company. No entanto, o lançamento foi incompleto, sendo disponibilizadas apenas doze fitas VHS. 
Em 2011, a distribuidora Masterpiece HD anunciou o lançamento da série em DVD, juntamente com edições em DVD e Blu-ray de Ultraseven, O Regresso de Ultraman e Spectreman (este último produzido pela P Productions). Contudo, apenas os três primeiros volumes em DVD de Ultraman foram efetivamente lançados. O lançamento da Masterpiece HD foi licenciado pela UM Corporation, empresa que, até 2019, estava envolvida em uma disputa judicial com a Tsuburaya Productions sobre os direitos autorais da franquia Ultra fora do Japão.
Posteriormente, em 6 de outubro de 2015, a empresa World Classics lançou um box completo de Ultraman em DVD, contendo cinco discos.

## As outras séries
- Ultra Q (1966)
- Ultraman (1966)
- Ultraman: Monster Movie Feature (1967) - Filme
- Ultraseven (1967)
- Ultraman, Ultraseven: Great Violent Monster Fight (1969) - Filme
- O Regresso de Ultraman (1971)
- O Regresso de Ultraman [Exibido na Toho champion festival, filme que junta os episódios 5 e 6 da série] (1971) - Filme
- Ultraman Ace (1972)
- Ultraman Taro (1973)
- Ultraman Leo (1974)
- The 6 Ultra Brothers vs. The Monster Army [também conhecido como Hanuman vs. 7 Ultraman] (1974) - Filme
- The Ultraman (1979) - Anime
- Akio Jissoji's Ultraman (1979) - filme
- Ultraman: Great Monster Decisive Battle (1979) - Filme
- Ultraman 80 (1980)
- Andro Melos (1983) Minisérie
- Ultraman Story (1984) - Filme
- Ultraman Kids (1984) - Série em Anime
- Ultraman Zoffy: Ultra Warriors vs. the Giant Monster Army (1984) - Filme
- Ultraman USA: A Aventura Começa (1989) - Filme/Anime
- Ultraman Towards the Future (1990) - Co-produção australiana
- Ultraman Vs Kamen Rider (1993) - Homenagem às séries Ultra e Kamen Rider
- Ultraman The Ultimate Hero (1993) - Co-produção norte-americana
- Revive! Ultraman (1996) - Filme
- Ultraman Zearth (1996) - Filme
- Ultraman Tiga (1996)
- Ultraman Super Fighter Legend (1996) - Filme
- Ultraman Dyna (1997)
- Ultraman Zearth 2: Superhuman Big Battle - Light and Shadow (1997)
- Ultraman Tiga & Ultraman Dyna: Os Guerreiros da Estrela da Luz (1998) - Filme
- Ultraman Gaia (1998)
- Ultraman M78 Love and Peace (1999)<Anime/OVA> 3 de março de 1999 (aproximadamente 22 minutos)
- Ultraman Tiga, Ultraman Dyna e Ultraman Gaia: A Batalha no Hiperespaço (1999) - Filme
- Ultraman Nice (1999) - Comerciais
- Ultraman Neos (2000) - Direto para vídeo
- Ultraman Cosmos (2001)
- Ultra Q: Dark Fantasy (2004) - Segunda temporada de Ultra Q
- Ultraman The Next (2004)
- Ultraman Nexus (2004)
- Ultraman Max (2005)
- Ultraman Mebius (2006)
- Ultraman Mebius e Ultra Brothers - Yapool Ataca! (2006) - Filme
- UltraSeven X (2007) - Série que reconta a história de Ultraseven.
- Ultra Galaxy Mega Monster Battle (2007) - Série
- Ultra Galaxy Mega Monster Battle: Never Ending Odyssey (2008)<Série.T.2> 20/12 de agosto de 2014 de março de 2009 [13 Eps] (aprox. 24 min.)
- A Grande Batalha Decisiva - Ultraman 8 Irmãos (2008) - Filme
- Ultraman Mebius Gaiden: Ghost Rebirth (2009) - Filme
- Mega Batalha na Galáxia Ultra - O Filme (2009) - Filme
- Ultraman Zero - A Vingança de Belial (2010) - Filme
- Ultra Galaxy Legend Gaiden: Ultraman Zero vs. Darklops Zero (2010) - Série de duas partes, lançada direto para vídeo
- Ultraman Saga (2012)
- Neo Ultra Q (2013) - Terceira temporada de Ultra Q
- Ultraman Ginga (2013)
- Ultraman Ginga S (2014)
- Ultraman Fight Victory (2015)
- Ultraman X (2015)
- Ultraman Orb (2016)
- Ultraman Orb: The Origin Saga (2016-2017) - Série que se passa antes de Ultaman Orb
- Ultraman Geed (2017)
- Ultraman R/B (2018)
- Ultraman (2019) - Anime da Netflix
- Ultraman Taiga (2019)
- Ultraman Z (Zett) (2020)
- Ultraman Trigger (2021-2022) - Série em comemoração aos 25 anos do trio TDG (Tiga, Dyna e Gaia)
- Shin Ultraman (2022) - Filme produzido por Hideaki Anno
- Ultraman Decker (2022-2023) - Série que tambem comemora os 25 anos do trio TDG (Tiga, Dyna e Gaia)
- Ultraman Blazar (2023-2024)
- Ultraman Arc (2024-2025)
- Ultraman Omega (2025)